# Богадельня Южской мануфактуры
Богадельня Южской мануфактуры — здание богадельни и домовой церкви в городе Южа.
Объект с признаками памятника градостроительства и архитектуры (Свод памятников архитектуры и монументального искусства Ивановской области, том 3).

## История
В конце XIX — начале XX веков вокруг прядильно-ткацкой фабрики «Товарищества Южской мануфактуры А. Я. Балина» на средства фабрикантов Балиных был построен своеобразный рабочий городок. Были построены шесть крупных краснокирпичных зданий казарм для рабочих, 16 деревянных домов-общежитий, комплекс деревянных домов для служащих фабрики, больничный комплекс, богадельня, школы для мальчиков и для девочек, здание училища или гимназии, народный дом, две рабочие слободки, образованные домами на 1-3 квартиры с небольшими земельными участками под сады и огороды. Кроме того, на территории поселка был разбит большой парк, высажены хвойные деревья. И таким образом, к 1910 году в Юже сформировался редкий по композиционной целостности градостроительный комплекс, соединивший в себе промышленную, жилую и усадебные зоны.

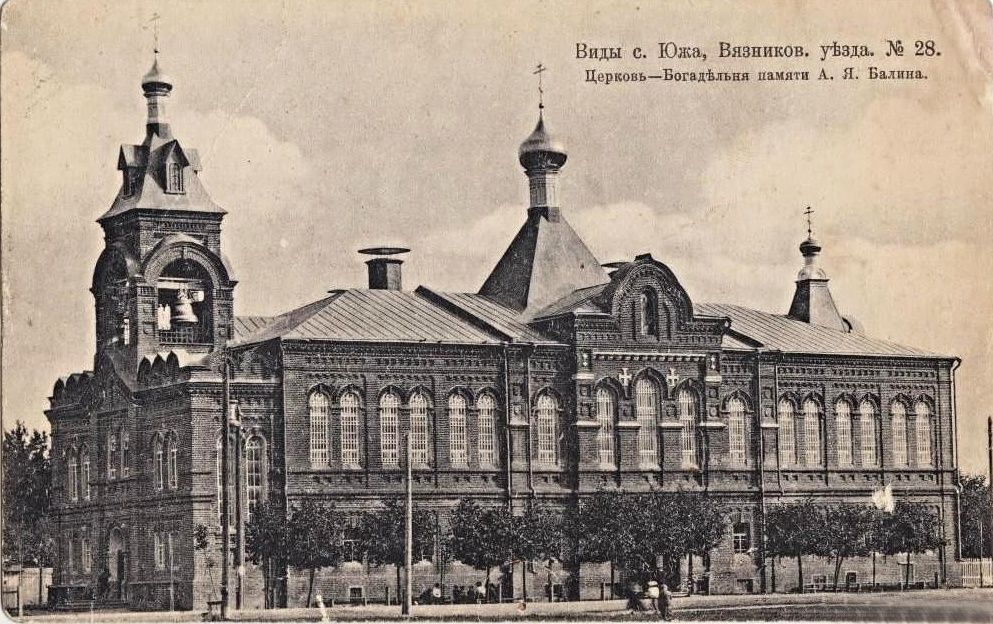
Южская богадельня и домовая церковь

Недалеко от главного фабричного корпуса Балиных находится красивое по архитектуре двухэтажное здание из красного кирпича. Оно было возведено в 1894 году потомственной почетной гражданкой Иларией Николаевной Балиной в память умершего в 26 лет сына Леонида, одного из директоров Южской мануфактуры. На первом этаже располагалась богадельня для фабричных рабочих на 32 человека, а на втором была устроена домовая церковь вместимостью до 600 человек во имя Святого апостола Асинкрита от 70-ти. Церковь так названа в честь основателя династии Асинкрита Яковлевича Балина. Была освящена в 1895 году.

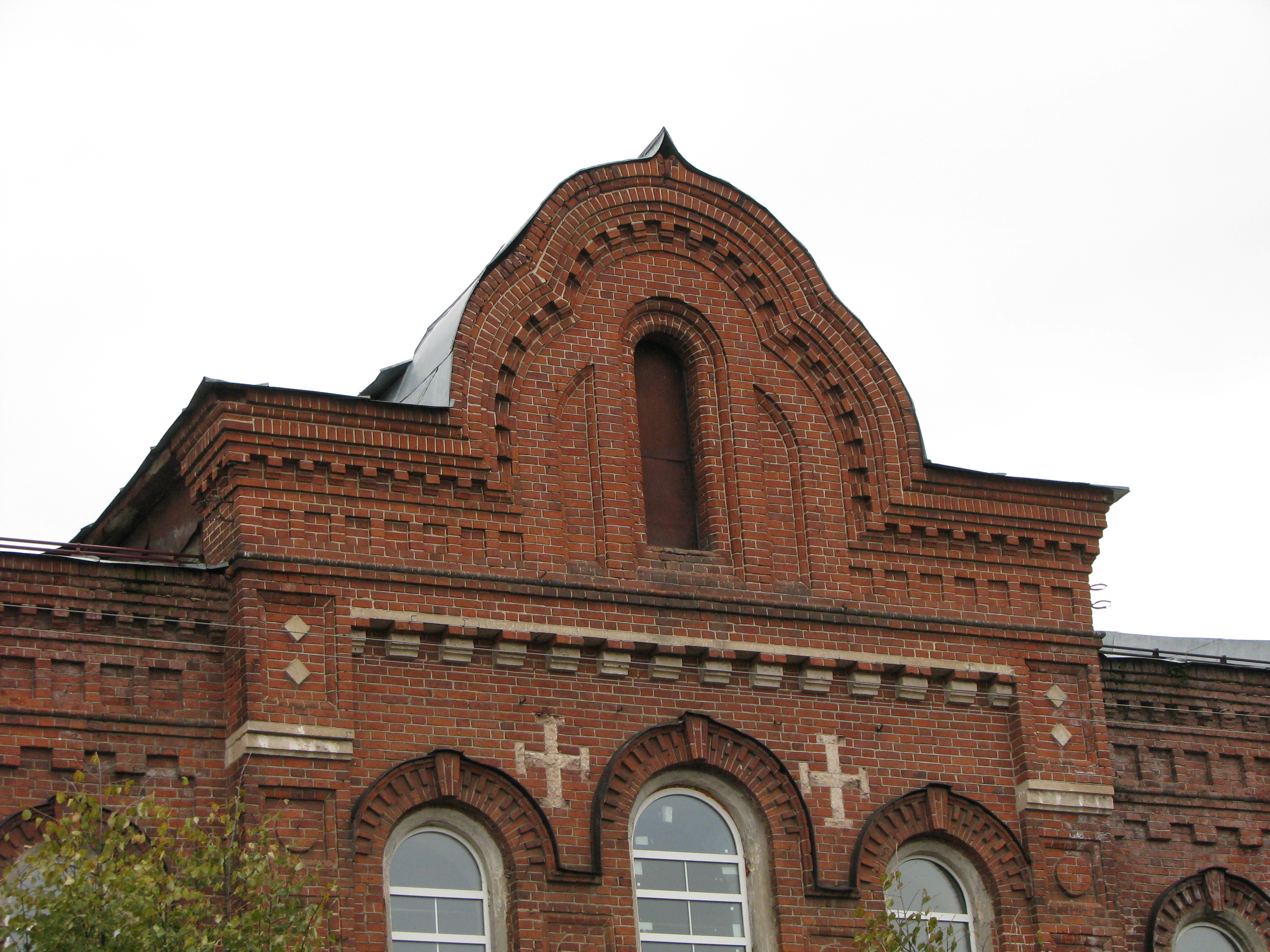

Наличие в здании богадельни домового храма подчеркивалось и архитектурными особенностями: левый фланг богадельни был настроен изящной звонницей в псевдорусском стиле, крытой четырёхскатной шатровой кровлей с люкарнами по сторонам света, завершённой миниатюрным барабанчиком на пьедестале, увенчанным небольшой крестонесущей главкой-луковкой. Арки звона, украшенные массивными архивольтами, по углам были декорированы симпатичными ширинками. Кроме того, над центром здания богадельни был сооружён шатровый купол с луковичной главкой, а гораздо меньших размеров аналогичный по форме купол был установлен над правым крылом богадельни. На принадлежность здания к культовым сооружениям указывали и два белокаменных мальтийских креста над тройными арочными окнами второго этажа в центре фасада здания.
Здание сохранилось после Октябрьской революции. В 1924 году решением властей домовая церковь была закрыта. Все храмовые атрибуты были демонтированы. В советское время в здании находилась школа-восьмилетка, в настоящее время Южский дом искусств.